# Congreso Internacional de Jóvenes Esperantistas

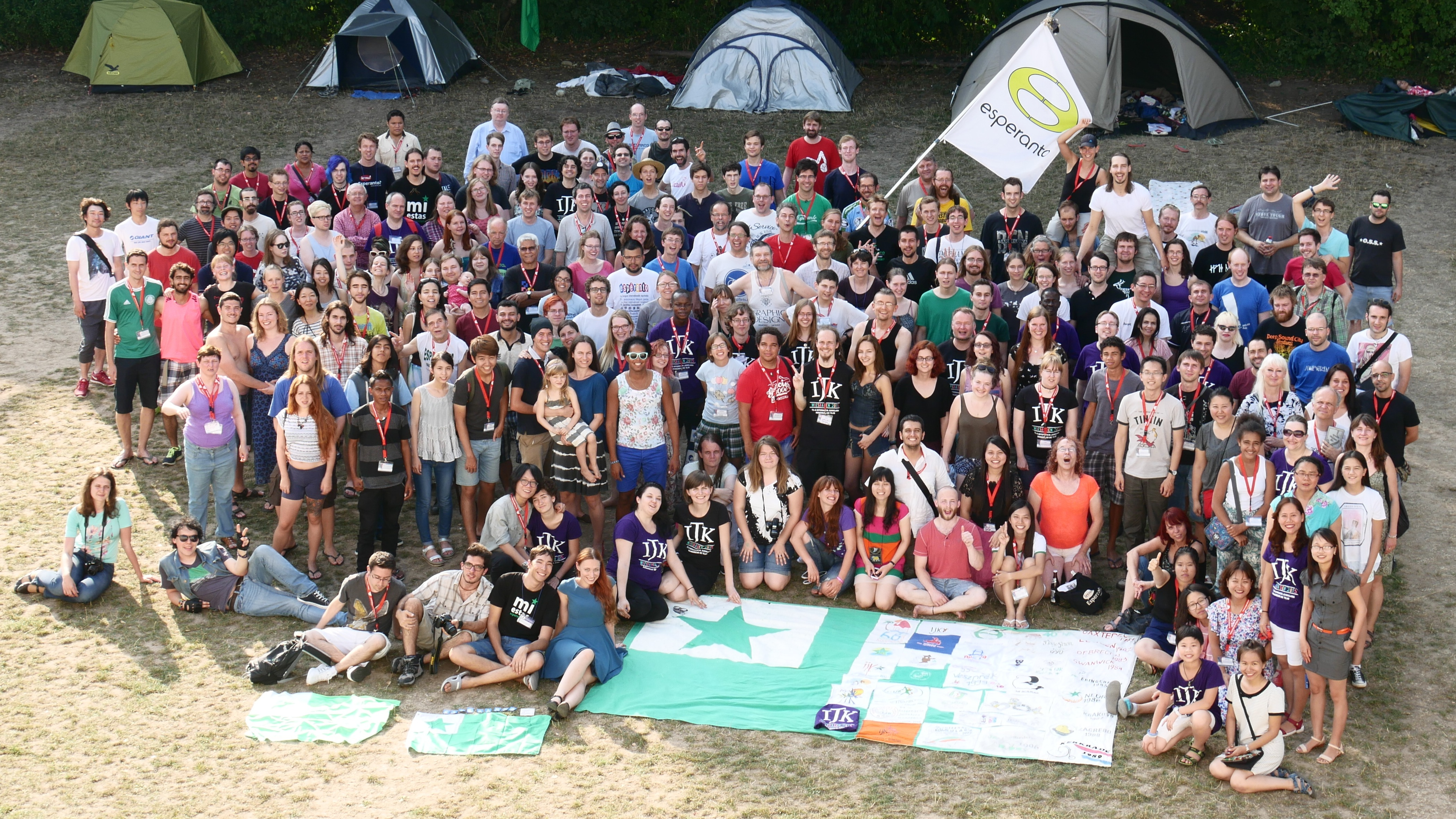
Congreso Internacional de Jóvenes Esperantistas, 2015

El Congreso Internacional de Jóvenes Esperantistas o Internacia Junulara Kongreso (IJK) es el congreso anual oficial de TEJO y el encuentro juvenil de esperantohablantes más grande del mundo.
El número de participantes es en promedio de 300, pero el 43.er IJK ocurrido en 1987 en Cracovia batió un número récord de más de 1000 personas. Se realiza generalmente durante una semana en julio o agosto, frecuentemente justo después o antes de la Universala Kongreso de Esperanto (UK).
Se organiza en un país distinto cada año y es dirigido por la Tutmonda Esperantista Junulara Organizo (TEJO, Organización Mundial de Jóvenes Esperantistas), la sección juvenil de la Asociación Universal de Esperanto. Tanto el Congreso Juvenil (IJK) como el Congreso Universal de Esperanto (UK) se llevan a cabo cada verano (en el hemisferio norte), comúnmente en semanas consecutivas, pero rara vez en el mismo país.
Acerca de la organización del IJK decide la comisión directiva de TEJO después de la invitación hecha de la sección nacional de TEJO u otra organización Esperanto-hablante y el resultado se anuncia siempre durante primavera del año anterior.

## Congresos
| N.º | Año  | Ciudad                 | País                 | N.º de participantes |  |
| --- | ---- | ---------------------- | -------------------- | -------------------- |  |
| 78  | 2022 | Westelbeers            | Países Bajos         | 233                  |  |
| 77  | 2021 | Internet               | Internet             | 294                  |  |
| 76  | 2020 | Internet               | Internet             | 316                  |  |
| 75  | 2019 | Liptovský Hrádok       | Eslovaquia           | 231                  |  |
| 74  | 2018 | Badajoz                | España               | 273                  |  |
| 73  | 2017 | Aného                  | Togo                 | 110                  |  |
| 72  | 2016 | Breslavia              | Polonia              | 264                  |  |
| 71  | 2015 | Wiesbaden              | Alemania             | 291                  |  |
| 70  | 2014 | Fortaleza              | Brasil               | 150                  |  |
| 69  | 2013 | Nazaret                | Israel               | 80                   |  |
| 68  | 2012 | Hanói                  | Vietnam              | 145                  |  |
| 67  | 2011 | Kiev                   | Ucrania              | 311                  |  |
| 66  | 2010 | Santa Cruz del Norte   | Cuba                 | 181                  |  |
| 65  | 2009 | Liberec                | República Checa      | 343                  |  |
| 64  | 2008 | Szombathely            | Hungría              | 365                  |  |
| 63  | 2007 | Hanói                  | Vietnam              | 145                  |  |
| 62  | 2006 | Sarajevo               | Bosnia y Herzegovina | 379                  |  |
| 61  | 2005 | Zakopane               | Polonia              | 456                  |  |
| 60  | 2004 | Kovrov                 | Rusia                | 355                  |  |
| 59  | 2003 | Lesjöfors              | Suecia               | 230                  |  |
| 58  | 2002 | Pato Branco            | Brasil               | 100                  |  |
| 57  | 2001 | Estrasburgo            | Francia              | 406                  |  |
| 56  | 2000 | Hong Kong              | China                | 200                  |  |
| 55  | 1999 | Veszprém               | Hungría              | 500                  |  |
| 54  | 1998 | Rijeka                 | Croacia              | 378                  |  |
| 53  | 1997 | Asís                   | Italia               | 470                  |  |
| 52  | 1996 | Güntersberge           | Alemania             | 360                  |  |
| 51  | 1995 | San Petersburgo        | Rusia                | 303                  |  |
| 50  | 1994 | Chonan                 | Corea del Sur        | 241                  |  |
| 49  | 1993 | Vraca                  | Bulgaria             | 173                  |  |
| 48  | 1992 | Montreal               | Canadá               | 104                  |  |
| 47  | 1991 | Karlskoga              | Suecia               | 189                  |  |
| 46  | 1990 | Playa Girón            | Cuba                 | 153                  |  |
| 45  | 1989 | Kerkrade               | Países Bajos         | 525                  |  |
| 44  | 1988 | Zagreb                 | Yugoslavia           | 769                  |  |
| 43  | 1987 | Cracovia               | Polonia              | 1034                 |  |
| 42  | 1986 | Neurim                 | Israel               | 106                  |  |
| 41  | 1985 | Eringerfeld            | Alemania             | 425                  |  |
| 40  | 1984 | Svanviko               | Reino Unido          | 293                  |  |
| 39  | 1983 | Debrecen               | Hungría              | 672                  |  |
| 38  | 1982 | Lovaina                | Bélgica              | 315                  |  |
| 37  | 1981 | Oaxtepec               | México               | 108                  |  |
| 36  | 1980 | Rauma                  | Finlandia            | 332                  |  |
| 35  | 1979 | Austerlitz             | Países Bajos         | 388                  |  |
| 34  | 1978 | Veliko Tarnovo         | Bulgaria             | 450                  |  |
| 33  | 1977 | Poitiers               | Francia              | 325                  |  |
| 32  | 1976 | Tesalónica             | Grecia               | 350                  |  |
| 31  | 1975 | Fredericia             | Dinamarca            | 265                  |  |
| 30  | 1974 | Münster                | Alemania             | 250                  |  |
| 29  | 1973 | Sarajevo               | Yugoslavia           | 282                  |  |
| 28  | 1972 | Toruń                  | Polonia              | 250                  |  |
| 27  | 1971 | Edimburgo              | Reino Unido          | 150                  |  |
| 26  | 1970 | Graz                   | Australia            | 200                  |  |
| 25  | 1969 | Tyresö                 | Suecia               | 120                  |  |
| 24  | 1968 | Tarragona              | España               | 130                  |  |
| 23  | 1967 | Róterdam               | Países Bajos         | 90                   |  |
| 22  | 1966 | Pécs                   | Hungría              | 900                  |  |
| 21  | 1965 | Oocu                   | Japón                | 250                  |  |
| 20  | 1964 | Ámsterdam              | Países Bajos         | 200                  |  |
| 19  | 1963 | Vraca                  | Bulgaria             | 550                  |  |
| 18  | 1962 | Ystad                  | Suecia               | 70                   |  |
| 17  | 1961 | Wokingham              | Reino Unido          | 116                  |  |
| 16  | 1960 | Róterdam               | Países Bajos         | 105                  |  |
| 15  | 1959 | Gdansk                 | Polonia              | 300                  |  |
| 14  | 1958 | Hamburgo               | Alemania             | 126                  |  |
| 13  | 1957 | Villeneuve-lès-Avignon | Francia              | 30                   |  |
| 12  | 1956 | Büsum                  | Alemania             | 173                  |  |
| 11  | 1955 | L'Aquilla              | Italia               | 350                  |  |
| 10  | 1954 | Hilversum              | Países Bajos         | 90                   |  |
| 9   | 1953 | Wörgl                  | Austria              | 80                   |  |
| 8   | 1952 | Ry                     | Dinamarca            | 108                  |  |
| 7   | 1951 | Haarlem                | Países Bajos         | 280                  |  |
| 6   | 1950 | Constance              | Alemania             | 420                  |  |
| 5   | 1949 | Versalles              | Francia              | 200                  |  |
| 4   | 1948 | Groet                  | Países Bajos         | 285                  |  |
| 3   | 1947 | Ipswich                | Reino Unido          | 200                  |  |
| 2   | 1939 | Tervuren               | Bélgica              | 400                  |  |
| 1   | 1938 | Groet                  | Países Bajos         | 203                  |  |